# Habenaria anisitsii
Habenaria anisitsii är en orkidéart som beskrevs av Friedrich Fritz Wilhelm Ludwig Kraenzlin. Habenaria anisitsii ingår i släktet Habenaria och familjen orkidéer. Inga underarter finns listade i Catalogue of Life.